# 唐川平
唐川平（1957年10月—），男，汉族，四川南充人。1976年8月参加工作，1984年12月加入中国共产党，中华人民共和国政治人物。
毕业于西北工业大学材料科学与工程系铸造工程，中央党校经济管理专业毕业，中央党校研究生学历，工学学士学位，一级高级经济师。1982年1月任职于成都飞机工业公司锻铸塑胶厂，1992年12月担任成都飞机工业公司副总经理。1998年11月，担任成都市市长助理。2000年8月，担任成都市人民政府副市长。2003年，担任中共成都市委常委、组织部部长、市总工会主席。2007年8月，任中共成都市委副书记。
2012年4月，担任成都市政协主席。2018年2月24日，当选为第十三届全国人大代表。2018年3月1日，当选成都市人大常委会主任。2021年2月，卸任市人大常委会主任职务。